# Jászberény
Jászberény er en by i det centrale Ungarn med 25.844(2024) indbyggere. Byen ligger i provinsen Jász-Nagykun-Szolnok, ved bredden af floden Zagyva.